# Lac Otter
Pour les articles homonymes, voir Otter.
Le lac Otter (en anglais : Otter Lake) est un lac américain dans le comté de Tuolumne, en Californie. Il est situé à 2 716 mètres d'altitude au sein de la Yosemite Wilderness, dans le parc national de Yosemite. Il est situé au nord du Lac Little Otter.